# Frank Bockholdt
Frank Bockholdt (* 13. Oktober 1975 in Nauen) ist ein deutscher Jurist. Er ist seit dem 1. September 2021 Richter am Bundessozialgericht.

## Leben und Wirken
Bockholdt studierte Rechtswissenschaften an der Universität Potsdam. Nach dem ersten Staatsexamen im Jahr 2000 war er bis 2005 wissenschaftlicher Mitarbeiter an der Universität Potsdam. Mit dem Thema „Die Haftung des unentgeltlichen Erwerbers gemäß § 822 BGB“ wurde er promoviert. Nach dem zweiten Staatsexamen 2005 trat Bockholdt in den Justizdienst des Landes Berlin ein. Ab 2007 war er beim Sozialgericht Berlin tätig. Von 2012 bis 2014 war er als wissenschaftlicher Mitarbeiter an den Verfassungsgerichtshof des Landes Berlin und anschließend bis 2015 an das Landessozialgericht Berlin-Brandenburg abgeordnet. Von 2020 bis zu seiner Ernennung zum Richter am Bundessozialgericht war er als wissenschaftlicher Mitarbeiter an das Bundessozialgericht abgeordnet.
Bockholdt lebt mit seiner Lebensgefährtin und zwei Kindern im Landkreis Havelland.
Das Präsidium des Bundessozialgerichts wies Bockholdt zunächst dem für die gesetzliche Krankenversicherung zuständigen 1. Senat zu.